# 東京醫科齒科大學
35°42′5″N 139°45′55″E / 35.70139°N 139.76528°E
東京醫科齒科大學（日语：東京医科歯科大学、とうきょういかしかだいがく，英語：Tokyo Medical and Dental University）是位於日本東京都文京區的一所國立大學。成立於1946年。簡稱為醫科齒科大、東京醫齒大。是「舊六齒科大學」、四大学联合之一。2020年獲選為頂尖大學「指定國立大學法人」。
其牙醫學部（齒學部）是日本最早成立的公立牙醫學教育機構，在日本排名第一。目前有本科生1380、研究生1409名。
東京醫科齒科大學在2024年10月1日和東京工業大學合併為東京科學大學。

## 概要
東京醫科齒科大學，是日本國立大學中以醫學、牙醫學及健康科學為專攻的專業大學，並為少數設有牙醫學部的國立大學，其他尚有東北大學、大阪大學及北海道大學等。
- 萊頓大學世界大學論文引用排名（CWTS）：日本第5名（2014年）[4]
- Nigel Ward日本大學排名：第19名[5]（研究經費·論文引用率·入學難易度·聲望）

## 学部・大学院

### 学部
- 医学部
  - 医学科
  - 保健衛生学科看護学専攻
  - 保健衛生学科検査技術学専攻
- 歯学部
  - 歯学科
  - 口腔保健学科
  - 附属技工士学校
- 教養部

### 大学院
- 医歯学総合研究科
- 保健衛生学研究科
- 生命情報科学教育部
- 疾患生命科学研究部

### 付置研究所
- 生体材料工学研究所
- 難治疾患研究所

## 附属設施
- 医学部
  - 東京醫科齒科大學醫學部附屬醫院
- 歯学部
  - 東京医科歯科大学歯学部附属病院
- 附属図書館

## 知名教授
- 井上昌次郎
- 加賀乙彥

## 知名校友
- 水島昇 - 諾貝爾生理學或醫學獎候選人
- 笹月健彥 - 諾貝爾生理學或醫學獎候選人
- 高明見 - 台灣醫學家
- 林于昉 - 台灣牙醫師

## 姊妹校

### 亞洲地區
- 中華民國臺北市：臺北醫學大學
- 中華民國高雄市：高雄醫學大學

## 外部連結
- （日語）